# Oncidium sect. Heterantha
Oncidium sect. Heterantha es una sección de orquídeas epifitas perteneciente al género Oncidium. Se caracterizan por tener las inflorescencias flores fértiles y estériles.

## Especies
1. Oncidium abortivum Rchb.f 1849
2. Oncidium acinaceum Lindl. 1841
3. Oncidium adelaidae Königer 1995
4. Oncidium ariasii Königer 1994
5. Oncidium bryolophotum Rchb.f. 1871
6. Oncidium calanthum Rchb.f. 1870
7. Oncidium cultratum Lindl. 1838
8. Oncidium echinops Königer 1995
9. Oncidium heteranthum Poepp. & Endl. 1836
10. Oncidium heterodactylum Kraenzl. 1922
11. Oncidium leopardinum Lindl. 1855 Colombia, Ecuador y Perú
12. Oncidium lepturum Rchb.f 1886
13. Oncidium ligiae Königer 1995 Colombia
14. Oncidium magnificum Senghas 1993 Bolivia
15. Oncidium orthotis Rchb. f. 1888
16. Oncidium pentadactylon Lindl. 1845
17. Oncidium silvanoi Königer 2001
18. Oncidium tigratum Rchb.f. & Warsz. 1854